# Gemeinde Groß Döbern
Die Gemeinde Groß Döbern, polnisch Gmina Dobrzeń Wielki, ist eine Landgemeinde im Powiat Opolski der Woiwodschaft Opole in Polen. Ihr Sitz ist Groß Döbern mit etwa 4500 Einwohnern.
Die Gemeinde ist seit 2009 offiziell zweisprachig (Polnisch und Deutsch) und hat etwa 9700 Einwohner (2017).

## Geografie
Die Gemeinde gehört zu Oberschlesien und grenzt im Süden an Opole (Oppeln). Breslau ist etwa 60 km entfernt. Die Südgrenze der Gemeinde wird teilweise durch die Oder gebildet.

## Geschichte
Die Gemeinde kam 1950 an die Woiwodschaft Opole, die bis 1999 ihren Zuschnitt mehrfach geändert hat. Zum 22. April 2009 wurde Deutsch als Zweitsprache eingeführt. Nachdem zum 1. Dezember 2009 deutsche Ortsnamen amtlich wurden, ließ die Gemeinde im Juli 2010 zweisprachige Ortstafeln aufstellen.
Zum 1. Januar 2017 wurden fünf Orte in die Stadt Opole eingemeindet. Dadurch verlor die Gemeinde die größten Wirtschaftsbetriebe. Ihre Einwohnerzahl sank über den Jahreswechsel von 14.596 auf 9705.

### Volkszählung 2002
Die Bevölkerung von Groß Döbern nach Nationalitäten laut der letzten polnischen Volkszählung 2002.
| Nationalitäten in Groß Döbern |        |         |
| Nationalität                  | Anzahl | Anteil  |
| Polnisch                      | 8262   | 58,01 % |
| Deutsch                       | 2970   | 20,85 % |
| Schlesisch                    | 1261   | 8,85 %  |
| keine Angabe                  | 1718   | 12,06 % |

## Politik

### Gemeindevorsteher
An der Spitze der Gemeindeverwaltung steht der Gemeindevorsteher. Bis 2018 war dies Henry Wróbel von der Deutschen Minderheit, der von Piotr Szlapa abgelöst wurde. Die turnusmäßigen Wahl im April 2024 führte zu folgendem Ergebnis.
- Piotr Szlapa (Wahlkomitee Piotr Szlapa) 69,7 % der Stimmen
- Monika Ledwolorz-Gierok (Wahlkomitee Monika Ledwolorz-Gierok) 20,5 % der Stimmen
- Roman Kołbuc (Wahlkomitee Roman Kołbuc) 9,8 % der Stimmen

Damit wurde Szlapa bereits im ersten Wahlgang für eine zweite Amtszeit wiedergewählt.
Die turnusmäßigen Wahl im Oktober 2018 führte zu folgendem Ergebnis.
- Piotr Szlapa (Wahlkomitee „Zukunft der Gemeinde – eine gemeinsame Sache“) 48,5 % der Stimmen
- Henryk Wróbel (Wahlkomitee Deutsche Minderheit) 27,6 % der Stimmen
- Franciszek Sośnik (Wahlkomitee Franciszek Sośnik) 23,9 % der Stimmen

In der damit notwendigen Stichwahl konnte sich Szlapa mit 68,3 % der Stimmen klar gegen den bisherigen Amtsinhaber Wróbel durchsetzen.

### Gemeinderat
Der Gemeinderat besteht aus 15 Mitgliedern und wird direkt in Einpersonenwahlkreisen gewählt. Die Gemeinderatswahl 2024 führte zu folgendem Ergebnis:
- Wahlkomitee Piotr Szlapa 69,7 % der Stimmen, 13 Sitze
- Wahlkomitee Monika Ledwolorz-Gierok 19,8 % der Stimmen, 1 Sitz
- Wahlkomitee Roman Kołbuc 9,7 % der Stimmen, kein Sitz
- Schlesische Kommunalverwaltung (Deutsche Minderheit) 9,6 % der Stimmen, 1 Sitz
- Übrige 0,5 % der Stimmen, kein Sitz

Die Gemeinderatswahl 2018 führte zu folgendem Ergebnis:
- Wahlkomitee „Zukunft der Gemeinde – eine gemeinsame Sache“ 45,2 % der Stimmen, 11 Sitze
- Wahlkomitee Deutsche Minderheit 17,9 % der Stimmen, 3 Sitze
- Wahlkomitee Franciszek Sośnik 16,1 % der Stimmen, 1 Sitz
- Alternatives Wahlkomitee 9,5 % der Stimmen, kein Sitz
- Wahlkomitee „Unsere Gemeinde“ 5,5 % der Stimmen, kein Sitz
- Wahlkomitee „Zeit für Änderungen in unserer Gemeinde“ 3,7 % der Stimmen, kein Sitz
- Übrige 1,9 % der Stimmen, kein Sitz

## Gemeindepartnerschaften
Seit den 1990er Jahren unterhält Groß Döbern Gemeindepartnerschaften mit:
- Heuchelheim, Hessen seit 1990
- Wil, Schweiz seit 1992.

## Gliederung
Zur Landgemeinde Groß Döbern gehören vier Dörfer mit Schulzenämtern:
- Chrosczütz (Chróścice)
- Groß Döbern (Dobrzeń Wielki)
- Klein Döbern (Dobrzeń Mały)
- Kupp (Kup)

Die Orte Borrek (Borki), Czarnowanz (Czarnowąsy), Finkenstein (Brzezie), Horst (Świerkle) und Krzanowitz (Krzanowice) gehören seit Januar 2017 zu Opole.

## Verkehr
Die Woiwodschaftsstraße 454 führt von Namysłów (Namslau) über Groß Döbern nach Opole. Von ihr zweigt die Woiwodschaftsstraße 457 ab, die nach Brzeg (Brieg) führt.